# Praravinia quadribracteolata
Praravinia quadribracteolata là một loài thực vật có hoa trong họ Thiến thảo. Loài này được (Merr.) Bremek. miêu tả khoa học đầu tiên năm 1940.